# Mangas de Corralejo
Mangas de Corralejo är en ort i Mexiko.   Den ligger i kommunen Pénjamo och delstaten Guanajuato, i den centrala delen av landet, 300 km väster om huvudstaden Mexico City. Mangas de Corralejo ligger 2 194 meter över havet och antalet invånare är 392.
Terrängen runt Mangas de Corralejo är kuperad. Runt Mangas de Corralejo är det ganska tätbefolkat, med 100 invånare per kvadratkilometer. Närmaste större samhälle är Cuerámaro, 10,9 km nordost om Mangas de Corralejo. I omgivningarna runt Mangas de Corralejo växer huvudsakligen savannskog.